# Ludvig Amadeus, hertig av Abruzzerna
Ludvig Amadeus av Savoyen-Aosta, hertig av Abruzzerna (fullständigt namn: Luigi Amedeo Giuseppe Maria Ferdinando Francesco), född 29 januari 1873 i Madrid som son till Amadeus I av Spanien, död 18 mars 1933 i Jowhar i Somalia, var en italiensk prins, bergsbestigare och utforskare.
Han är bland annat känd för sina arktiska expeditionsresor, liksom för expeditioner till bergen Mount Saint Elias i Alaska och K2 i Pakistan. Under första världskriget deltog han som amiral i den italienska flottan.
År 1897 var han den förste att bestiga Mount Saint Elias.

## Arktisk expedition
År 1899 organiserade Ludvig Amadeus en polarexpedition till Nordpolen. Under våren anlände han med tio kollegor till dåvarande Kristiania. Väl på plats inhandlades ångbåten Jason som hade en vikt om 570 ton. De bytte namn på ångaren till Stella Polare. Den 12 juni begav sig ångaren med hela expeditionen genom det frusna havet i norr till Archangelsk. Den 30 juni släppte Stella Polare ankare i Archangelsks hamn och prinsen med sällskap mottogs högtidligt av guvernören Engelhardt. Samma dag blev Ludvig Amadeus inbjuden att få träffa lokala myndighetsrepresentanter och utrikes diplomater.
Man seglade därefter till Frans Josefs land varifrån man försökte nå Nordpolen. Frostskadad tvingades hertigen själv återvända, men hans närmaste man Umberto Cagni trängde under stora svårigheter fram till 86°34 nordlig breddgrad, den dittills nordligaste breddgrad människor uppnått. Under expeditionen omkom löjtnanten greve Querini och två meniga.

## Bergsbestigningar
År 1906 besteg Ludvig Amadeus som den första personen Margherita peak i Östafrika och gjorde 1909 den första kartläggningen av centrala Karakorum och gjorde rekord i höjd vid sin bestigning av K2.

## Första världskriget och därefter
Under Tripoliskriget 1911 ledde Ludvig Amadeus som eskaderchef fientligheterna vid Joniska öarna och var under första världskriget fram till 1917 högste befälhavare för italienska flottan och de allierades aktioner i Adriatiska havet. Efter kriget utarbetade Ludvig Amadeus en omfattande plan för kolonisation av Italienska Somaliland. Han har bland annat skrivit La Stella polare nel mare artico (1902) och Il Ruwenzori (1908).

## Utmärkelser
- Riddare av Serafimerorden, 11 september 1900.[10]